# Rekonstrukcjonizm
Rekonstrukcjonizm – podejście w obrębie neopogaństwa, opierające się na rewitalizacji czy odrodzeniu (rekonstrukcja) religii pogańskich, przede wszystkim politeistycznych. Generalnie charakteryzuje ono nurt tzw. neopogaństwa etnicznego, w tym rodzimowierstwo, i jest kontrastowane z neopogaństwem synkretycznym, takim jak na przykład Wicca.
Rekonstrukcjonizm cechuje przywiązanie do prawdy historycznej. Innowacje w odtworzeniu wierzeń i kultu religijnego podyktowane są zwykle niedostateczną ilością źródeł historycznych, ale od zasady zgodności z prawdą historyczną odstępuje się także z innych powodów. Dzieje się tak często w przypadku, kiedy dawne praktyki są nie do przyjęcia przez współcześnie żyjących wyznawców (na przykład składanie ofiar ze zwierząt). Odstępstwa są w niektórych sytuacjach podyktowane też względami praktycznymi, np. brak możliwości odbywania kultu w starożytnych świątyniach wymaga zmiany miejsca przeprowadzenia uroczystości. Niektórzy rekonstrukcjoniści, szczególnie ci odstępujący od politeizmu na rzecz panteizmu, zgłaszają także potrzebą dostosowania dawnych wierzeń do współczesnej wiedzy naukowej.
Zasada rekonstrukcjonizmu dopuszcza łączenie elementów pochodzących z różnych religii jedynie w przypadku, gdy religie te rzeczywiście mieszały się w czasach historycznych (np. kult frygijskiej bogini Kybele był często elementem religii starożytnych Greków zamieszkujących tereny Azji Mniejszej).